# War (2007)
War ist ein US-amerikanischer Actionthriller aus dem Jahr 2007, bei dem Phillip Atwell Regie führte und Corey Yuen die Kampfszenen choreografierte. Der Film wurde in den USA am 24. August 2007 veröffentlicht. Die Hauptrollen übernahmen Jet Li und Jason Statham. Sein Arbeitstitel Rogue wurde geändert, um Rechtsstreitigkeiten mit den Produzenten von Rogue – Im falschen Revier, einem australischen Horrorfilm der Weinstein Company, der ebenfalls 2007 erschien, zu vermeiden. War wurde in Hongkong, Singapur, Australien, Philippinen und einigen europäischen Ländern in Rogue Assassin umbenannt.

## Handlung
Nach einer Schießerei mit chinesischen Triaden in einem Hafenlagerhaus in San Francisco stolpern die FBI-Agenten John Crawford und Tom Lone über den berüchtigten Auftragskiller Rogue, der nun für die japanischen Yakuza arbeitet. Nach einem Hinterhalt Rogues ist dieser kurz davor, Crawford zu erschießen, als sein Partner Lone auftaucht und Rogue ins Gesicht schießt, woraufhin dieser ins Wasser fällt. Bei der späteren Ermittlung wird die Leiche Rogues nicht gefunden. Als Vergeltung für die lebensgefährliche Verletzung dringt Rogue in Lones Haus ein, wo er ihn, seine Tochter und seine Frau tötet, um anschließend im Haus Feuer zu legen. Crawford will sich daraufhin an Rogue für seinen Freund und Partner rächen, aber Rogue verschwindet. Drei Jahre später taucht Rogue in San Francisco wieder auf.
Rogue dringt in einen Nachtklub der Yakuza ein und tötet Untergebene von Shiro Yanagawa. Als nach den Morden die Polizei ermittelt, schauen sich Crawford und sein neuer Partner den Tatort an und übernehmen den Fall. Crawford findet eine Titanpatronenhülse, wie sie nur von Rogue benutzt wird. Crawford ist inzwischen Leiter der FBI-Abteilung für asiatisches organisiertes Verbrechen und ist entschlossen, Rogue zu finden. Sein Familienleben strapaziert er über Gebühr mit der Verfolgung von Rogue, sodass Crawfords Frau und Sohn inzwischen getrennt von ihm leben.
Es scheint, dass Rogue für den Triaden-Boss Li Chang arbeitet, dem er gegen seinen Erzfeind Shiro Yanagawa, den Führer der Yakuza und Rogues früheren Arbeitgeber, hilft. Rogues Aufgabe ist es, zwei antike goldene Pferdestatuen wiederzubeschaffen. Diese Erbstücke wurden Changs Familie durch Yanagawa vor 30 Jahren gestohlen. Beim Transport der Pferdestatuen durch die Yakuza werden sämtliche am Transport beteiligten Männer von Triadenmitgliedern in Polizeiuniform gestellt und hingerichtet. Als daraufhin ein Zeuge der Hinrichtung der Yakuza, ein korrupter Polizist, bei der Festnahme durch Crawford von Rogue erschossen wird, entkommt dieser bei der anschließenden Verfolgung durch Crawford. Nachdem Yanagawas Tochter Kira in San Francisco angekommen ist, fordert sie den örtlichen Yakuza-Boss auf, der unter Yanagawas Kommando steht, die Pferdestatuen wiederzubeschaffen.
Rogue teilt Crawford telefonisch mit, wo er ihn treffen kann. Crawford kommt zu Changs Lagerhaus, der genauso erstaunt ist wie Crawford, dass sich nur Rogue in der Lagerhalle befindet. Nachdem Rogue einige Triadenmitglieder und den Stellvertreter von Chang ins Yakuzaviertel gelockt hat, tötet er diesen und markiert den Ort mit dem Zeichen der Yakuza. Somit sinnt der Bruder des Getöteten auf Rache, und Rogue gibt ihm den Hinweis, dass die Yakuzaführung am Abend in einem Teehaus zu finden ist. Es entwickelt sich ein wildes Gemenge zwischen Triaden und Yakuza auf der einen und der Polizei auf der anderen Seite. Dabei tötet Rogue wieder Zeugen mittels eines Scharfschützengewehres. Crawford sieht, wie Rogue mittels seines Autos flüchten will, und nimmt die Verfolgung auf, bleibt aber in einem Tunnel an einer Baustelle stecken. Es stellt sich heraus, dass Rogue nur scheinbar für die Triaden, aber insgeheim für Yakuza-Boss Yanagawa arbeitet. Crawford findet gleichzeitig heraus, dass Rogue ein ehemaliger CIA-Agent ist, der im Laufe seiner Agententätigkeit sein Gesicht über 20 Mal chirurgisch verändern ließ.
Anschließend überfallen die Yakuza Changs Haus, wobei Chang von Rogue erschossen wird. Rogue hält sich jedoch nicht an alle Weisungen und lässt dessen Frau und Tochter am Leben. Am selben Abend kommt Shiro Yanagawa in San Francisco an, und Crawford teilt ihm mit, dass Rogue die Ninja, die Shiro ihm zum Mord an Chang mitgegeben hat, getötet hat, um Changs Familie zu retten. Da Rogue Yanagawa die goldenen Pferdestatuen persönlich übergeben will, treffen sich die beiden in einer Lagerhalle. Er wird nach der Übergabe von Yanagawa gefangen genommen, und es stellt sich heraus, dass die ihm übergebenen Pferdestatuen nur Fälschungen sind. Nachdem sich Rogue seiner Bewacher entledigt hat, zerstört er Yanagawas Büro mit Sprengstoff, der in den beiden Koffern der Pferdestatuen versteckt ist.
Als Rogue Yanagawa zum Kampf stellt und ihn besiegt, stellt sich heraus, dass Rogue von Lone vor drei Jahren getötet wurde und er dessen Platz eingenommen hat. Yanagawa verrät Lone, dass Crawford für ihn gearbeitet und Lone verraten hat. Lone schickt Changs Frau eines der beiden goldenen Pferde und Yanagawas Tochter Kira den Kopf ihres Vaters. Lone trifft sich mit Crawford im Lagerhaus am Hafen, wo er Rogue angeschossen hat. Nach einem Kampf erklärt Crawford Lone, warum er so gehandelt hat. Als ein Agent aus Crawfords Team Lone im Visier hat, wirft Crawford sich zwischen die beiden, so dass der Agent nicht schießen kann. Lone schießt indes auf Crawford und sagt, dass sein Name nicht mehr Lone sei, sondern Rogue.

## Hintergrund
Der Film wurde in Vancouver gedreht. Die Dreharbeiten begannen am 6. März 2006 und endeten am 5. Mai 2006. Das Budget des Films wird auf 25 Millionen US-Dollar geschätzt. Die Weltpremiere feierte War am 24. August 2007 in den USA sowie Kanada. Der Film spielte in den USA am Startwochenende 9.820.089 US-Dollar in 2.277 Kinosälen, das entspricht 4.313 US-Dollar pro Saal. Im Dezember 2007 hatte der Film in den USA bereits 22,6 Millionen US-Dollar eingespielt. Der Film hatte nach dem Erscheinen der DVD mehr Erfolg, wobei die Einnahmen von 52 Millionen US-Dollar größer sind, als der Film an der Kinokasse weltweit eingespielt hat. In Deutschland wurde der Film am 8. Mai 2008 als DVD veröffentlicht. Die Erstausstrahlung im deutschen Free-TV erfolgte am 17. April 2011 auf ProSieben.
In verschiedenen Interviews teilte Jet Li mit, dass er weder mit dem Film, noch mit seiner Produktion zufrieden sei. Er habe kein Vertrauen zu Regisseur Philip G. Atwell und wusste nach eigenen Angaben bereits während der Dreharbeiten, dass der Film lediglich mittelmäßige Kritiken erhalten würde und keinen Gewinn erwirtschaften würde.
In einer Szene fährt Jet Li ein Motorrad von Confederate Motor Company, eine F131 Hellcat Combat. Das Auto, das Jet Li fährt, ist ein Spyker C8 Spyder, das knapp 290.000 US-Dollar kostet. Rogues Waffe ist eine Walther P99, jedoch mit Patronen des Kalibers 5,7 x 28 mm, die für Waffen wie die FN P90 und die Five-seveN entwickelt wurden. Keine Variante der Walther P99 benutzt dieses Kaliber.

## Kritik
Der Film wurde in den USA eher kritisch gesehen. Im San Francisco Chronicle wurden beispielsweise in einer Rezension drei große Probleme des Werks aufgezeigt – dass trotz der Beteiligung des Choreografen Corey Yuen ein Mangel an Nahkampfszenen bestehe, Jet Lis mangelhafte schauspielerische Fähigkeiten und dass der Schauplatz der Handlung, San Francisco, zu sehr wie der Drehort Vancouver aussehe. Die ersten beiden der genannten Kritikpunkte finden sich auch in der Analyse von Wesley Morris für den Boston Globe, der den Begriff Roboter im Zusammenhang mit Lis Schauspielleistung verwendete. Das Lexikon des internationalen Films schrieb: „Actionthriller im Noir-Look, erzählt mit kaum nachvollziehbaren Wendungen und zweitklassigen Kampfszenen.“